# Станіслав Данилюк-Даниловський
Станіслав Данилюк-Даниловський (пол. Stanisław Daniluk-Daniłowski; 13 березня 1896, с. Залуччя — 18 січня 1955, м. Познань) — генерал бригади Війська Польського.

## Діяльність під час незалежності
У 1914–1917 роках був унтерофіцером 2-го і 3-го піхотних полків Польських легіонів, а раніше учасник польського руху за незалежність на території розподілу Австрії.

## Служба в Війську Польському
Під час війни з більшовиками командував стрілецькою ротою 7-го піхотного полку легіонів. У вересні 1922 року переведений до 44-го піхотного полку прикордонних стрільців, у якому, серед іншого, командував батальйоном. З травня 1928 р. по січень 1930 р. служив у штабі корпусної округи No VI у Львові на посаді писаря бойової підготовки. Тим часом (травень-листопад 1929 р.) закінчив курс штабних офіцерів у Центрі підготовки піхоти в Рембертові. Потім командував батальйоном 19-го піхотного полку «Рельєф Львова», а з листопада 1931 року — батальйоном кадетського корпусу № 1. Маршала Юзефа Пілсудського у Львові. З 26 серпня 1938 р. по 24 серпня 1939 р. — останній командир кадетського корпусу № 1. Маршала Юзефа Пілсудського у Львові.
У вересневій кампанії служив у Генеральному штабі генерала Леона Біллевича першим офіцером. 16-17 вересня 1939 року брав участь у битві під Берестечком.
У період з 21 вересня 1939 р. по 19 листопада 1944 р. був інтернований в Егері, Угорщина, і до 22 квітня 1945 р. перебував у військовому полоні в Геншагенському офлагу під Берліном.
14 липня 1945 року знову прийнятий до Війська Польського і підтверджений у званні підполковника. Йому довірили посаду заступника командира 33-го піхотного полку з лінійних справ. 11 листопада 1945 року він прийняв командування 27-м піхотним полком, а 27 листопада 1946 року — 11-ю піхотною дивізією. З травня 1947 року по 12 листопада 1947 року — командир 16-ї Кашубської піхотної дивізії. 13 листопада 1947 року призначений командувачем військового округу No II у Вроцлаві. 10 березня 1949 р. переведений на нижчу посадову посаду — командира 2-го стрілецького корпусу. 26 травня 1950 р. звільнений з посади і відправлений у відпустку. 2 липня цього року вийшов на пенсію.
З 1 вересня 1950 р. почав працювати адміністративним директором Познанському економічному університеті.
Похований на цвинтарі Юніково в Познані (поле 3-B-5-3)

## Військові звання
- підпоручник — 1918 р.
- капітан — 3 травня 1922 р. за заслуги 1 червня 1919 р.
- майор — 1 січня 1931 року
- бригадний генерал — 1947 р.

## Особисте життя
Був одружений з Марією, уродженою Скливою (1900—1988)

## Ордени й нагороди
- Хрест Незалежності (9 листопада 1931 р.)
- Лицарський хрест ордена «Відродження Полонії» (30 травня 1946 р.)
- Хрест Доблесті (чотири рази)
- Золотий хрест заслуг (11 листопада 1936 р.)
- Пам'ятна медаль за війну 1918—1921 рр.
- Медаль Перемоги і Свободи 1945 р.